# کریواچا (لبانه)
کریواچا (به صربی: Krivača) یک منطقهٔ مسکونی در صربستان است که در لبانه واقع شده‌است. کریواچا ۴۱۴ نفر جمعیت دارد.